# Kouaba
Kouaba è un arrondissement del Benin situato nella città di Natitingou (dipartimento di Atakora) con 6.980 abitanti (dato 2006).